# Coplanaritate
În geometrie o mulțime de puncte din spațiu sunt coplanare dacă există un plan care le conține pe toate. De exemplu trei puncte sunt întotdeauna coplanare, iar dacă punctele sunt distincte și necoliniare, planul pe care îl determină este unic. Totuși, o mulțime de patru sau mai multe puncte distincte în general nu se află într-un singur plan. Pentru puncte coplanaritatea este o relație de aritate patru.
Două drepte în spațiul tridimensional sunt coplanare dacă există un plan care le include pe amândouă, situație realizată dacă dreptele sunt paralele sau dacă se intersectează între ele. Despre două drepte din spațiu care nu sunt nici concurente nici paralele se spune că sunt necoplanare.

## Reprezentare vectorială în spațiul tridimensional
Coplanaritatea se poate reprezenta vectorial. În spațiul tridimensional, doi vectori liniar independenți⁠(d) cu aceeași origine determină un plan prin punctul lor de origine. Produsul lor vectorial este un vector normal pe acel plan și orice vector euclidian prin punctul de origine al produsului vectorial și ortogonal pe acest produs vectorial se află în acel plan. Acest lucru duce la următorul test de coplanaritate folosind produsul mixt:
Patru puncte diferite, x1, x2, x3 și x4 sunt coplanare dacă și numai dacă
{\displaystyle [(x_{2}-x_{1})\times (x_{4}-x_{1})]\cdot (x_{3}-x_{1})=0}
care este echivalentă și cu
{\displaystyle (x_{2}-x_{1})\cdot [(x_{4}-x_{1})\times (x_{3}-x_{1})]=0.}
dacă trei vectori a, b și c sunt coplanari, atunci dacă a⋅b = 0 (adică a și b sunt ortogonali) atunci
{\displaystyle (\mathbf {c} \cdot \mathbf {\hat {a}} )\mathbf {\hat {a}} +(\mathbf {c} \cdot \mathbf {\hat {b}} )\mathbf {\hat {b}} =\mathbf {c} ,}
unde {\displaystyle \mathbf {\hat {a}} } este versorul în direcția lui a. Adică proiecția lui c pe a și a lui c pe b se adună pentru a da pe c.

## Coplanaritatea punctelor dintr-un spațiun-dimensional ale căror coordonate sunt date
Deoarece trei sau mai puține puncte sunt întotdeauna coplanare, problema de a determina când o mulțime de puncte este coplanară prezintă în general interes numai atunci când sunt implicate cel puțin patru puncte. În cazul în care există exact patru puncte, pot fi folosite mai multe metode ad-hoc, dar o metodă generală care funcționează pentru orice număr de puncte utilizează metode vectoriale și proprietatea că un plan este determinat de doi vectori liniar independenți.
Într-un spațiu n-dimensional (n ≥ 3), o mulțime de k puncte, {p0, p1, ..., pk − 1}  este coplanară dacă și numai dacă matricea diferențelor lor relative, adică matricea ale cărei coloane (sau rânduri) sunt vectorii {\displaystyle {\overrightarrow {p_{0}p_{1}}},{\overrightarrow {p_{0}p_{2}}},\ldots ,{\overrightarrow {p_{0}p_{k-1}}}} este de rangul 2 sau mai mic. 
De exemplu, fiind date patru puncte, X = (x1, x2, ... , xn), Y = (y1, y2, ... , yn), Z = (z1, z2, ... , zn) și W = (w1, w2, ... , wn), dacă matricea
{\displaystyle {\begin{bmatrix}x_{1}-w_{1}&x_{2}-w_{2}&\dots &x_{n}-w_{n}\\y_{1}-w_{1}&y_{2}-w_{2}&\dots &y_{n}-w_{n}\\z_{1}-w_{1}&z_{2}-w_{2}&\dots &z_{n}-w_{n}\\\end{bmatrix}}}
este de rangul 2 sau mai mic, cele patru puncte sunt coplanare.
În cazul particular al unui plan care conține originea, proprietatea poate fi simplificată: o mulțime de puncte k și originea sunt coplanare dacă și numai dacă matricea coordonatelor punctelor k este de rang 2 sau mai mic.

## Forme geometrice
Un poligon strâmb este un poligon ale cărui vârfuri nu sunt coplanare. Un astfel de poligon trebuie să aibă cel puțin patru vârfuri; nu există triunghiuri strâmbe.
Un poliedru care are un volum nenul are vârfuri care nu sunt toate coplanare.